# 王青西
王青西（1962年4月—），广东南雄人，中华人民共和国政治人物。

## 生平
1962年4月，王青西出生在广东省南雄县（今南雄市）。1978年，王青西进入佛山兽医专科学校农学专业学习，1981年毕业后分配至南雄县湖口农科所、县农业局成为一名技术员。
1984年6月，王青西出任南雄县农委办事员、生产组组长，期间于1985年10月加入中国共产党，1989年10月升任副主任，1993年5月升任主任兼党委书记。1996年9月，王青西出任南雄市人民政府副市长兼农办主任。
1997年12月，王青西调任中共始兴县委常委、县人民政府副县长。1999年9月，王青西兼任代县长，次年1月正式出任县长。
2001年8月，王青西调任韶关市对外贸易经济合作局局长、党组书记。2007年3月，王青西转任韶关市人民政府秘书长、市政府党组成员，市政府办公室主任、党组书记。2012年1月，王青西兼任韶关市人大常委会副主任、党组成员。2013年5月，王青西转任韶关市人民政府副市长、党组成员，同年9月兼任韶关芙蓉新区管理委员会主任，2016年7月成为中共韶关市委常委。2017年1月，王青西转任韶关市政协主席、党组书记，2002年1月退休。

### 落马
2024年8月4日，王青西涉嫌严重违纪违法接受省纪委监委纪律审查和监察调查。其前任李石保在7月3日被查。